# Stellmoor–Ahrensburger Tunneltal
Stellmoor–Ahrensburger Tunneltal ist ein Naturschutzgebiet in der schleswig-holsteinischen Stadt Ahrensburg im Kreis Stormarn.

## Allgemeines
Das rund 339 Hektar große Naturschutzgebiet ist unter der Nummer 95 in das Verzeichnis der Naturschutzgebiete des Ministeriums für Energiewende, Klimaschutz, Umwelt und Natur des Landes Schleswig-Holstein eingetragen. Es wurde 1982 ausgewiesen (Datum der Verordnung: 16. August 1982). Das Naturschutzgebiet ist größtenteils Bestandteil des Fauna-Flora-Habitat-Gebietes „Kammolchgebiet Höltigbaum / Stellmoor“ und als solches Teil der europaweiten Natura-2000-Schutzgebiete. Zuständige untere Naturschutzbehörde ist der Kreis Stormarn.

## Beschreibung
Das Naturschutzgebiet liegt im Süden von Ahrensburg. Es stellt eine während der Weichsel-Kaltzeit entstandene glaziale Rinne unter Schutz, die sich auf einer Länge von rund sieben Kilometern von Ahrensburg bis in den Hamburger Stadtteil Rahlstedt erstreckt. Der auf Hamburger Gebiet liegende Teil des Tunneltals ist als Naturschutzgebiet „Stellmoorer Tunneltal“ ausgewiesen.
Das aus drei Teilflächen bestehende Naturschutzgebiet grenzt im Westen an die Bahnstrecke Lübeck–Hamburg und im Norden an die U-Bahn-Strecke der Hamburger Hochbahn (Walddörferbahn). Im Osten und Südosten grenzt es streckenweise direkt an die Ahrensburger Wohnbebauung. An mehreren Stellen wird es von Straßen gequert.
Das Schutzgebiet umfasst die feuchte Niederung des Hopfenbachs mit begleitenden Bruchwäldern, Teichen, Schilfflächen und Hochmoorresten. Auf Geestrücken stocken Wälder. Sandrücken in der vermoorten Niederung werden auch von Magerrasen eingenommen. Daneben sind landwirtschaftliche Nutzflächen im Naturschutzgebiet zu finden. Die beiden Teilflächen „Brauner Hirsch“ und „Dänenteich“ liegen in südöstlicher Richtung außerhalb des eigentlichen Talraums. Sie stellen eine Verbindung zur Feldmark her.
In den feuchten Bereichen mit ihren Bruchwäldern, die insbesondere im nördlichen Bereich des Naturschutzgebietes zu finden sind, herrschen Weiden, Erlen, Birken und Traubenkirschen vor. Auch Seggen, Farne und Torfmoose wachsen hier ebenso wie Sumpfveilchen, Sumpfblutauge, Straußblütiger Gilbweiderich, Fieberklee und Kleiner Baldrian. Die feuchten Bereiche sind Lebensraum für Libellen wie Mond-Azurjungfer, Große Königslibelle und Kleine Pechlibelle. Auch Amphibien finden hier einen geeigneten Lebensraum, darunter Grasfrosch, Moorfrosch, Erdkröte und Knoblauchkröte. Der Kammmolch kommt im Naturschutzgebiet häufig vor. Die Bruchwälder sind auch Lebensraum für Kraniche. Die Schilfzonen sind Lebensraum für die Rohrweihe.
Im südlichen Bereich des Naturschutzgebietes herrscht Feuchtgrünland vor. Hier kommen Wiesenschaumkraut, Sumpfdotterblume, Kuckuckslichtnelke, Sumpfdreizack, Sumpfschafgarbe und Gilbweiderich vor. Teilweise sind Hecken mit Kopfweiden zu finden, die u. a. in Höhlen und Nischen brütenden Vögeln Nistgelegenheiten bieten. Die Wiesen sind Lebensraum für Kiebitz, Bekassine und Wachtelkönig. Der Weißstorch nutzt das Gebiet für die Nahrungssuche.
Auf einem östlich an das Tunneltal grenzenden Geestrücken stockt der Forst Hagen, ein Waldgebiet, das in der Vergangenheit intensiv forstwirtschaftlich genutzt wurde. Insbesondere nach dem Zweiten Weltkrieg wurde der Wald vielfach mit Nadelbäumen aufgeforstet, was zu einer standortfernen Waldgesellschaft führte. Mittlerweile wird der Wald wieder in einen standortgerechten Laubmischwald mit Stieleichen-Birkenwäldern und Buchen-Eichenwäldern umgewandelt und Alt- und Totholzbestände im Wald belassen. An den Hängen zum Tunneltal und an Hängen von Seitentälern sind alte Eichen und Buchen erhalten. Sie bieten Lebensraum für Bunt-, Klein- und Schwarzspecht, Kolkrabe und Sperber. Auch Fledermäuse und verschiedene Amphibien und Reptilien kommen hier vor.
Stellmoor und Ahrensburger Tunneltal sind auch als archäologische Fundstätten bedeutsam. So befinden sich beispielsweise die Reste der Burg Arnesvelde innerhalb des Gebietes. Durch das Naturschutzgebiet verlaufen mehrere Wanderwege, darunter ein Moorerlebnis- und -lehrpfad, in dessen Verlauf sich eine schwimmende Holzbrücke befindet. An dem nach dem Archäologen Alfred Rust benannten Alfred-Rust-Wanderweg befinden sich mehrere Informationstafeln zur Geologie, dem Naturraum und der archäologischen Bedeutung des Gebietes. Das Naturschutzgebiet wird vom Verein Jordsand zum Schutze der Seevögel und Natur betreut. 2023 wurde der Verein IG Stellmoor-Ahrensburger Tunneltal e.V. gegründet. Dieser ist aus der seit 2015 tätigen IG Tunneltal entstanden. Der Verein fühlt sich dem besonderen Schutz des Stellmoor-Ahrensburger Tunneltals verpflichtet. Er möchte durch die Förderung von Forschungsprojekten und den Ausbau eines weitreichenden Bildungsangebotes auf die Bedeutung des Tunneltals aufmerksam machen.